# الطاقة المتجددة في جزر كوك

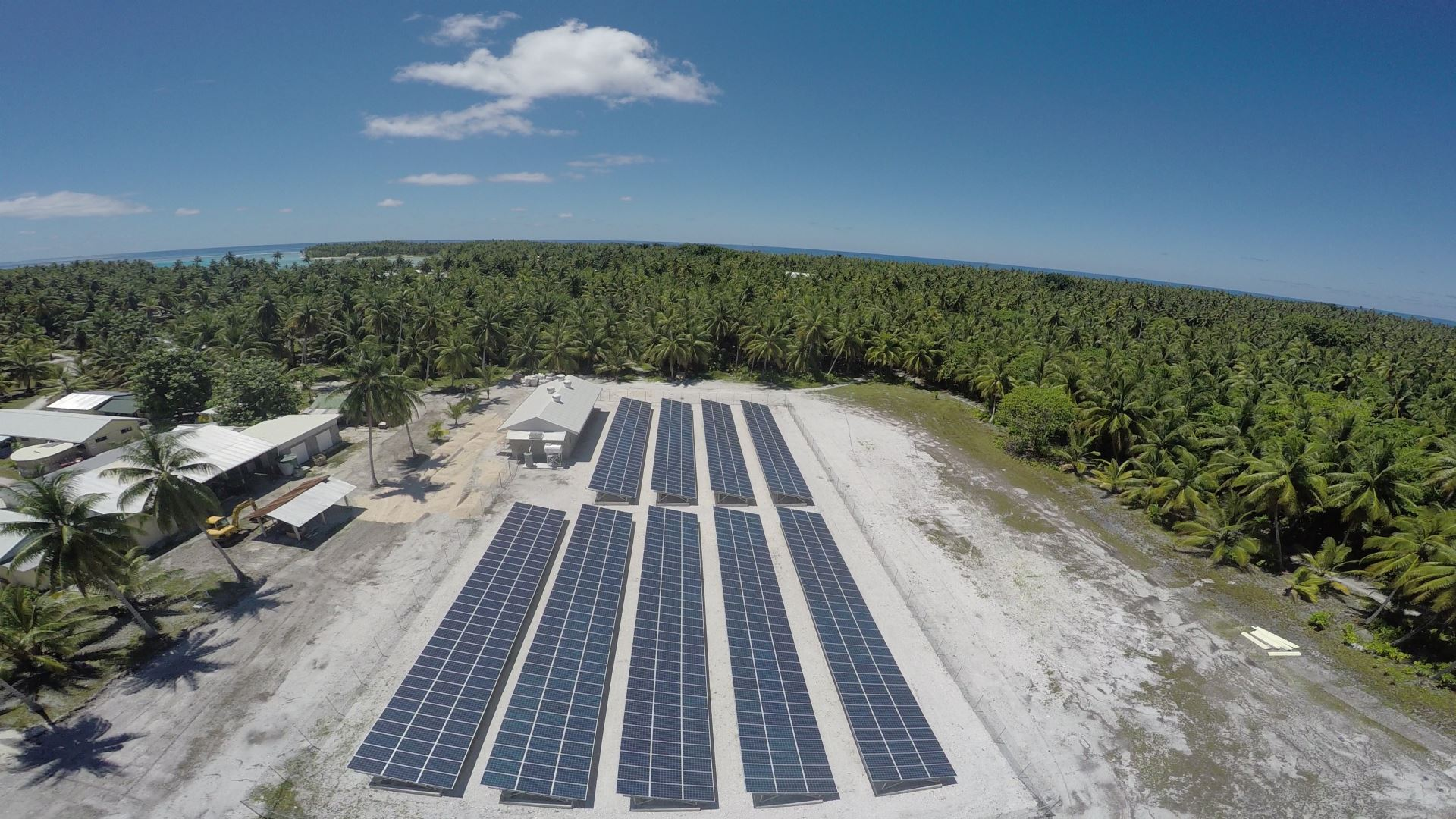
مجموعة بوكابوكا الكهروضوئية

يتم توفير الطاقة المتجددة في جزر كوك بشكل أساسي من خلال الطاقة الشمسية. منذ عام 2011، شرعت جزر كوك في برنامج لتطوير الطاقة المتجددة لتحسين أمن الطاقة وتقليل انبعاثات غازات الاحتباس الحراري،  بهدف أولي هو الوصول إلى 50٪ من الكهرباء المتجددة بحلول عام 2015، و 100٪ بحلول عام 2020.  وقد ساعد البرنامج حكومات اليابان وأستراليا ونيوزيلندا وبنك التنمية الآسيوي. 
تم توفير التمويل لتزويد الألواح الشمسية ببطاريات احتياطية للجزر المرجانية الشمالية من خلال برنامج مساعدات بقيمة 20.5 مليون دولار نيوزيلندي من وزارة الشؤون الخارجية والتجارة النيوزيلندية، مع إنشاء شركة باور سمارت سولار في نيوزيلندا.  تم الانتهاء من أول موقع للطاقة الشمسية في راكاهانجا في سبتمبر 2014. كان بوكابوكا وناسو التاليين، حيث دخلا الخدمة في عيد الميلاد 2014. بدأ البناء في تونغاريف في 23 فبراير 2015 وبعد 10 أسابيع فقط كانت كل من قريتي أوماكو وتي تاوتوا تعملان بالطاقة الشمسية.  تم تقدم مانيهيكي في نفس الوقت. في يونيو 2015، كانت جميع الجزر المرجانية الشمالية تعمل بالطاقة الشمسية بالكامل، مما قلل من الحاجة إلى إرسال السفن شمالًا خلال موسم الأعاصير من نوفمبر إلى أبريل.  أما المرحلة الثانية من المشروع لتوفير مزارع الطاقة الشمسية لآتيو، منغايا، ماوكي وميتيارو اكتملت في يوليو 2019. 
في عام 2014 بدأ البناء في مزرعة الطاقة الشمسية تي مانا أو تي رع بقدرة 960 كيلو وات في مطار راروتونجا الدولي.  تم تشغيل مزرعة الطاقة الشمسية في أكتوبر 2014. 